# タウニュートリノ
タウニュートリノ（英: tauon neutrino）は、素粒子標準模型における第三世代のニュートリノである。レプトンの三世代構造において、同じく第三世代の荷電レプトンであるタウ粒子と対をなすため、タウニュートリノと名付けられた。
1974年から1977年にマーチン・パールらSLAC国立加速器研究所、ローレンス・バークレー国立研究所による一連の研究でタウ粒子が発見されるとすぐにその存在が理論的に予測され、2000年7月にDONUTによって初めて検出された。ニュートリノとしては、3番目に発見された。

## 発見
タウニュートリノはレプトンとして最後に発見された。1990年代にはフェルミ国立加速器研究所で、タウニュートリノの発見を目指したDONUT（Direct Observation of the Nu Tau）が開始され、2000年7月に初めての検出が報告された。
名古屋大学の丹羽公雄らが開発した「原子核乾板全自動走査機」によって、タウニュートリノ反応の結果つくられたタウ粒子を直接観測することが初めて可能となった。
この発見によって、ヒッグス粒子を除く標準理論に登場する全ての粒子が発見された。